# Wielersport op de British Empire and Commonwealth Games 1958
Wielersport is een van de sporten die beoefend werden tijdens de British Empire and Commonwealth Games 1958 in Cardiff, Wales. Er waren enkel wedstrijden georganiseerd voor mannelijke deelnemers; vier op de baan en een wegwedstrijd van 193 kilometer. De Brit Stuart Slack won de eerste medaille namens Man in de geschiedenis.

## Uitslagen
| Discipline    | Goud         | Zilver          | Brons          |
| Baan          | Baan         | Baan            | Baan           |
| ------------- | ------------ | --------------- | -------------- |
| Achtervolging | Norman Sheil | Tom Simpson     | Warwick Dalton |
| Scratch       | Ian Browne   | Warren Johnston | Don Skene      |
| Sprint        | Dick Ploog   | Karl Barton     | Lloyd Binch    |
| Tijdrit       | Neville Tong | Warren Scarfe   | Warwick Dalton |
| Weg           |              |                 |                |
| Wegwedstrijd  | Ray Booty    | Frank Brazier   | Stuart Slack   |

## Medaillespiegel
| Plaats | Land          | Goud | Zilver | Brons | Totaal |
| 1      | Engeland      | 3    | 2      | 1     | 6      |
| 2      | Australië     | 2    | 2      | 0     | 4      |
| 3      | Nieuw-Zeeland | 0    | 1      | 2     | 3      |
| 4      | Wales         | 0    | 0      | 1     | 1      |
| 4      | Man           | 0    | 0      | 1     | 1      |
| Totaal | Totaal        | 5    | 5      | 5     | 15     |

1934 · 1938 · 1950 · 1954 · 1958 · 1962 · 1966 · 1970 · 1974 · 1978 · 1982 · 1986 · 1990 · 1994 · 1998 · 2002 · 2006 (baan - weg) · 2010 · 2014 · 2018 · 2022 · 2026
Atletiek · Boksen · Bowls · Gewichtheffen · Roeien · Schermen · Schoonspringen · Wielersport · Worstelen · Zwemmen